# Sama Foulala
Sama Foulala est une localité et une commune rurale du Mali de l'arrondissement central de Farako, dans le cercle de Farako et la région de Ségou.

## Composition
Outre son chef-lieu Foulala, la commune comporte les villages de Mamouroula, Doni, Dongo Were, Dongo Bambara, Diambougou, Diado et Sama Marka,.  Au recensement de 2009, la commune comporte 7 032 habitants.

## Villages
La commune s'étend sur 8 localités relevées lors du recensement général de 2009. 
Les villages les plus peuplés sont :
- Sama Marka (2 330 habitants) ;
- Sama Foulala (1 783 habitants) ;

La loi 2023-007 attribue à la commune 8 villages, fractions ou quartiers :
- Sama Foulala
- Dongo Wéré
- Diambougou
- Sama Marka
- Mamouroula
- Dongo Bambara
- Diado